# 鸡街镇 (寻甸县)
鸡街镇，是中华人民共和国云南省昆明市寻甸回族彝族自治县下辖的一个镇。

## 行政区划
鸡街镇下辖以下地区：
鸡街村、泽和村、耻格村、极乐村、黑山村、南海村、拖姑村、古城村、彩己村、北屏村和四哨村。